# Mutxula
Mutxula (en rus: Мучула) és un poble del Daguestan, a Rússia, que en el cens del 2010 no tenia cap habitant. Pertany al districte rural de Gunib.